# シチー

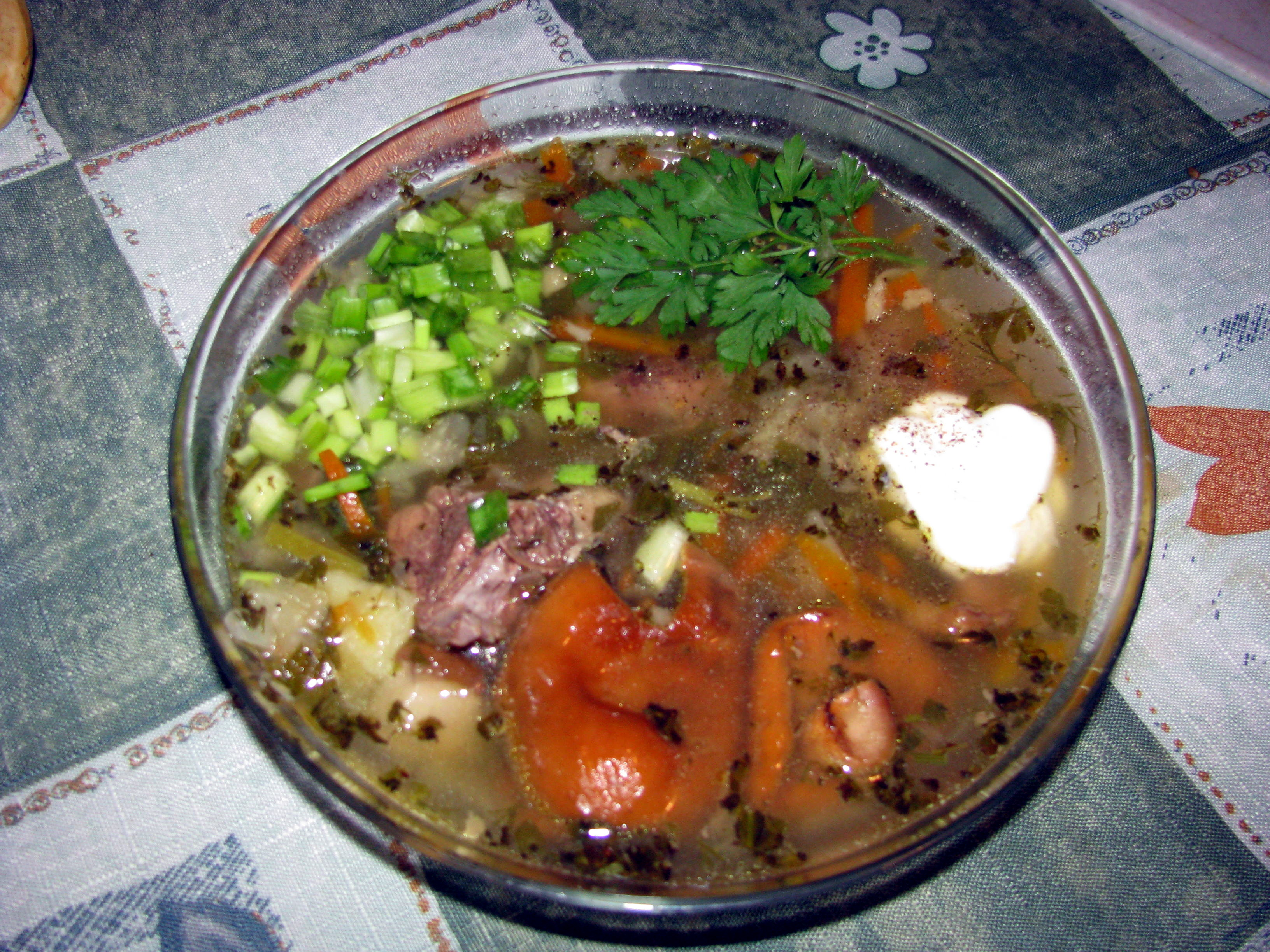
シー

シチーまたはシー（ロシア語: щи, ラテン文字転写: shchi [ɕ:i] ( 音声ファイル) シー、またはシシー）は、代表的なロシア料理で、キャベツをベースとした野菜スープ（キャベツスープ）である。ロシア料理にはなくてはならない味であり、「実の父よりもシチーは飽きることがない」「善人はシチーから逃げない」などロシアの諺にも使われているほどである。
生のキャベツ、またはザワークラウトとその他の野菜から作られる。肉を入れることもある。ザワークラウトから作られたものは酸味が効いており、特にキースルィエ・シチー（Кислые щи、「酸っぱいシチー」）と呼ばれる。仕上げとしてスメタナ（サワークリーム）を入れることが多い。黒パンとともに食すのが普通である。
夏場には、スイバとホウレンソウからゼリョーヌィエ・シチー（Зелёные щи、「緑のシチー」）が作られ、冷製で食べることもある。